# Hybomys badius
Hybomys badius är en däggdjursart som beskrevs av Osgood 1936. Hybomys badius ingår i släktet Hybomys och familjen råttdjur. Inga underarter finns listade i Catalogue of Life.

## Utseende
Arten blir 10,5 till 13,7 cm lång (huvud och bål), har en 10,8 till 12,1 cm lång svans och väger 55 till 75 g. Bakfötterna är 2,7 till 3,1 cm långa och öronen är 1,5 till 1,8 cm stora. Håren som bildar ovansidans glänsande päls är gråa vid roten, gulbruna i mitten och svarta vid spetsen vad som ger ett mörk rödbrunt till mörkbrunt utseende med några ljusare ställen. Längs ryggens topp sträcker sig en svart strimma. Undersidan är täckt av ljus gråbrun till ljusbrun päls och övergången till ovansidans päls är stegvis. På den långa svansen förekommer svart fjäll som bildar ringar samt några styva hår. Honor har tre par spenar.

## Utbredning
Denna gnagare förekommer med två från varandra skilda populationer i västra Kamerun. Habitatet utgörs av tropiska bergsskogar.

## Ekologi
Hybomys badius kan vara aktiv under olika tider oberoende av dagsljuset. Den äter växtdelar och olika smådjur. Några upphittade honor var dräktiga med en eller två ungar. Nästan fullvuxna exemplar registrerades i oktober och november.